# Марион, Жан-Люк
Жан-Люк Марион (фр. Jean-Luc Marion, 6 июля 1946, Мёдон, О-де-Сен) — французский философ феноменологического направления, католический богослов. Избран во Французскую академию в 2008 году на место кардинала Жана-Мари Люстиже.

## Биография и карьера
Выпускник Эколь Нормаль (1967—1971). Ученик Жана Бофре, Фердинана Алькье, Жака Деррида. Близок к Э.Левинасу и М. Анри. Преподавал в университете Пуатье (1981—1988), в университете Париж-X (Нантерр, 1988—1995), Париж-IV (Париж-Сорбонна, с 1995 года до настоящего времени), университете Лаваля (Квебек, 1993—1996), Чикагском университете (1994—2003) и др. университетах Европы и Америки. Руководитель Центра картезианских исследований. С 1981 года ведет книжную серию Эпиметей (Французское университетское издательство, PUF), один из соредакторов журнала Философские исследования.

## Философские интересы
Основные сферы интересов Мариона — Декарт и его место в истории философии, феноменологические проблемы видимости и данности, христианская теология и этика (он был советником кардинала Люстиже). Переводчик трудов Декарта, Спинозы, Гуссерля. С его работами ассоциируется «теологический поворот» во французской феноменологии 1990-х годов.

## Признание
Работы Мариона чрезвычайно влиятельны в философском мире, переведены на многие языки, включая китайский и японский. Премия Шарля Ламбера Академии моральных и политических наук Франции (1978), премия Анри Демаре Французской Академии (1982), Большая премия Французской академии по философии (1992), премия Карла Ясперса (2008). Почётный доктор Утрехтского университета (2005), член Французской Академии (с ноября 2008 года).

## Награды
- Кавалер ордена Почётного легиона.
- Офицер ордена Академических пальм.
- Ratzinger Prize[англ.] (2020)

## Книги
- Avec ou sans Dieu ? (1970, в соавторстве с Аленом де Бенуа)
- Sur l’ontologie grise de Descartes (1975)
- L’idole et la distance (1977)
- Sur la théologie blanche de Descartes (1981)
- Dieu sans l’être (1982)
- Sur le prisme métaphysique de Descartes (1986)
- Prolégomènes à la charité (1986)
- Réduction et donation. Recherches sur Husserl, Heidegger et la phénoménologie (1989)
- Questions cartésiennes I. Méthode et métaphysique (1991)
- La croisée du visible (1991)
- Questions cartésiennes II. L’ego et Dieu (1996)
- Etant donné. Essai d’une phénoménologie de la donation (1997)
- De surcroît. Etudes sur les phénomènes saturés (2001)
- Le phénomène érotique (2003)
- Le visible et le révélé (2005)
- Au lieu de soi, l’approche de saint Augustin (2008)

## Публикации на русском языке
- Из книги Эротический феномен
- О белой теологии Декарта (Введение), пер. Г. В. Вдовиной (недоступная ссылка)
- Идол и Дистанция. Журнал «Символ», № 56, пер. Г. В. Вдовиной]
- Перекрестья видимого. М.: Прогресс-Традиция, 2010
- Метафизика и феноменология — на смену теологии (пер. Светланы Шолоховой) // Логос 3 (82), 2011, с. 124—143.
- От «смерти Бога» к божественным именам: теологический путь метафизики (пер. Сергея Ермакова) // «Esse», Том 1 № 1 (1), 2016.
- Эго, или Наделённый собой. — Рипол-Классик, 2019. — 159 с. — ISBN 978-5-386-12300-0 (книга — центральная глава из работы «Вместо себя. Подход Августина»)

## Избранная литература
- Specker T. Einen anderen Gott denken?: zum Verständnis der Alterität Gottes bei Jean-Luc Marion. Frankfurt/Main: Knecht, 2002.
- Horner R. Jean-Luc Marion: a theo-logical introduction. Burlington: Ashgate Pub. Co., 2005.
- Hart K. Counter-experiences: reading Jean-Luc Marion. Notre Dame: University of Notre Dame Press, 2007.
- Gschwandtner C.H. Reading Jean-Luc Marion: exceeding metaphysics. Bloomington: Indiana UP, 2007.
- Belardinelli S. L’amore tra filosofia e teologia: in dialogo con Jean-Luc Marion. Città del Vaticano: Lateran UP, 2007.
- Gabel M. Von der Ursprünglichkeit der Gabe: Jean-Luc Marions Phänomenologie in der Diskussion. Freiburg; München: Alber 2007.
- Tarditi C. Con e oltre la fenomenologia: le «eresie» fenomenologiche di Jacques Derrida e Jean-Luc Marion. Genova: Il melangolo, 2008.
- Mackinlay S. Interpreting excess: Jean-Luc Marion, saturated phenomena, and hermeneutics. New York: Fordham UP, 2009.